# Slottefiskeri
|  | Denne artikel er oprettet af botten Steenthbot ud fra en ekstern database. Den kan derfor have sproglige fejl eller mangler. Denne skabelon kan fjernes efter kontrol af indholdet. |

Slottefiskeri er en dansk dokumentarfilm fra 1954 instrueret af John E. Carrebye og efter manuskript af Peter Michelsen.

## Handling
Ved hjælp af et fiskerlag fra Snekkersten ser man, hvordan "slottefiskeriet" ved Kronborg foregik. Det gamle slottefiskeri er nu i motorernes tid ved at uddø, men filmen fastholder det for eftertidens forskere og kulturhistorisk interesserede.